# Pourouma acuminata
Pourouma acuminata är en nässelväxtart som beskrevs av Carl Friedrich Philipp von Martius. Pourouma acuminata ingår i släktet Pourouma och familjen nässelväxter. Inga underarter finns listade i Catalogue of Life.